# Noradrenalina
La noradrenalina (també coneguda com a norepinefrina) és un dels principals neurotransmissors del cos humà, que forma part del sistema endocrí i del sistema nerviós. Se sintetitza a les glàndules suprarenals a partir d'un aminoàcid, la tirosina. Consisteix en un catecol i un grup amino. Els cossos cel·lulars que contenen noradrenalina estan situats en la protuberància i la medul·la i projecten neurones cap a l'hipotàlem, el tàlem, el sistema límbic i l'escorça cerebral. Aquestes neurones són especialment importants per a controlar els patrons de la son.
La noradrenalina com neurotransmissor (juntament amb l'adrenalina) es troba a les vies simpàtiques del sistema nerviós autònom, a les sinapsis postganglionars. Els receptors de la noradrenalina a les membranes postsinàptiques d'aquestes sinapsis són els receptors adrenèrgics de tipus alfa i beta; generalment receptors antagonistes.
Les seves funcions principals són: agent vasoconstrictor, agent simpatomimètic, i agent alfa adrenèrgic. Això provoca estimulació cardíaca, contracció dels vasos sanguinis, arribada d'oxigen al cervell, i un augment de sucre a la sang.
Es va demostrar que l'eliminació de noradrenalina del cervell produeix una disminució de l'impuls i la motivació, i es pot relacionar amb la depressió. La noradrenalina, com a neurotransmissor s'ha relacionat amb la motivació, l'estat d'alerta i la vigilància a nivell de consciència. Quan interacciona amb la serotonina i la dopamina, també intervé en la regulació de la son, la conducta sexual i en els mecanismes de recompensa i aprenentatge. Per tant, també té a veure amb els impulsos d'ira i plaer sexual.

## Classificaci[calcitació]
El cos humà està fet de biomolècules i molècules inorgàniques. Dins de les biomolècules hi ha les hormones, que també poden actuar com a neurotransmissors. 

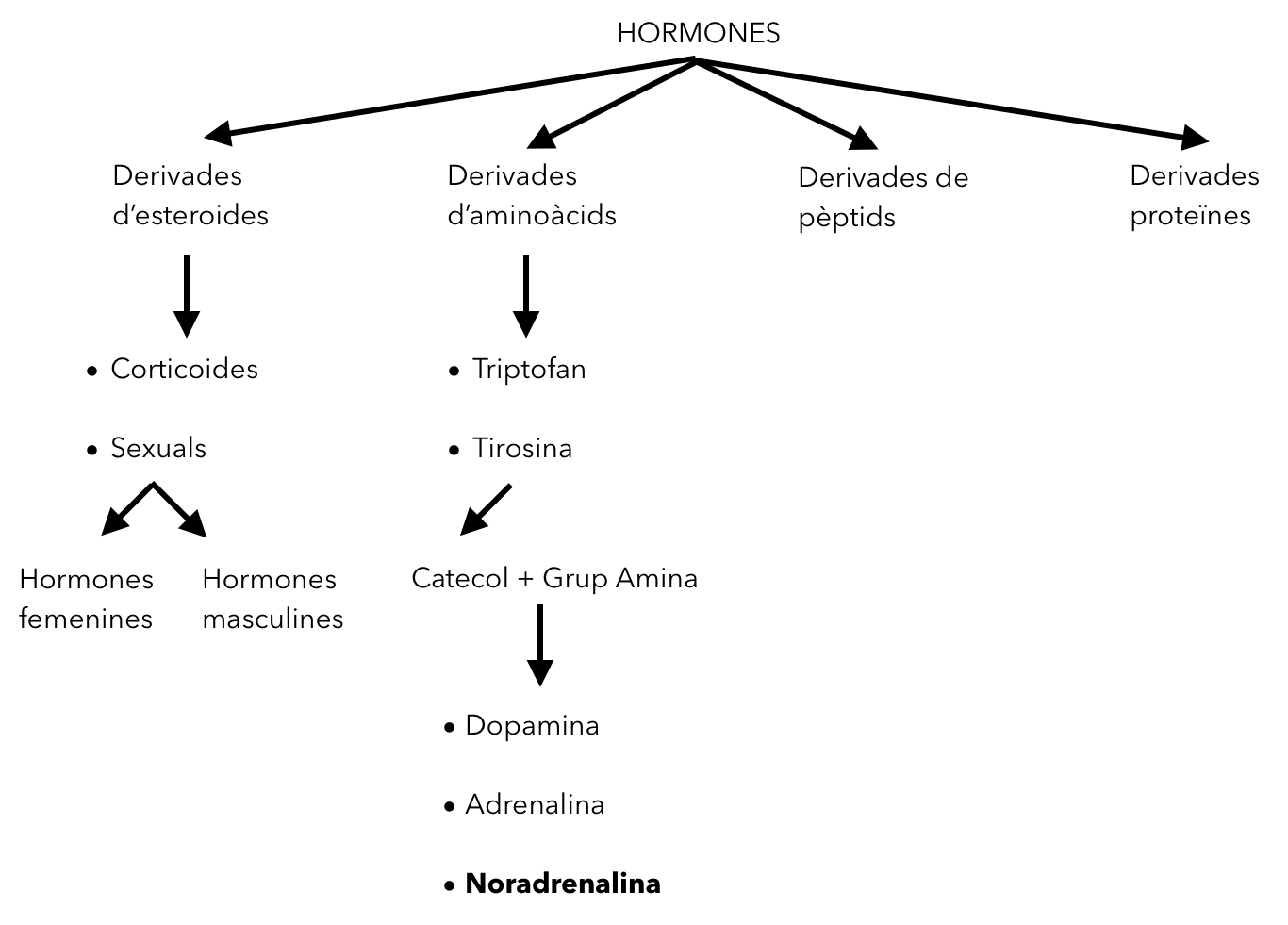

## Identificació química[calcitació]
La noradrenalina es pot detectar per diferents mètodes; els dos principals són l'espectroscòpia i la volumetria. L'espectroscòpia utilitza l'absorció d'IR per l'anàlit (bitartrat de noradrenalina) i es compara el resultat amb un estàndard.
En la volumetria es poden usar diferents reactius. Una opció pot ser dissoldre el bitartrat amb aigua, i fer servir com a reactiu clorur de ferro III (s'hi veurà un viratge de transparent a verd intens); un altre manera pot ser utilitzar iode i tiosulfat de sodi (en aquest cas es veu un color pàl·lid lila o rosat).

## Biosíntesi
La noradrenalina, com les altres catecolamines, se sintetitza a partir de la tirosina en un mateix procés on la dopamina és precursora de la noradrenalina i aquesta de l'adrenalina. La síntesi de la dopamina es dona al cervell, mentre que la de la noradrenalina també té lloc a la medul·la suprarenal, on se sintetitza l'adrenalina.
Pel que fa a l'aminoàcid precursor, aquest es principalment proveït a l'organisme mitjançant dos mecanismes: la ingesta d'aliments amb un alt contingut proteic i la síntesi d'aquest mateix al fetge a partir de la fenilalanina, aminoàcid essencial, i l'enzim fenilalanina hidroxilasa.
El procés de síntesi de la noradrenalina comprèn tres etapes: la hidroxilació de la tirosina, la descarboxilació de la DOPA i la hidroxilació de la dopamina.

### Hidroxilació de la tirosina
L'enzim responsable de catalitzar la primera conversió és la tirosina hidroxilasa (TH), una oxidasa present al citosol de totes les cèl·lules que sintetitzen catecolamines, especialment abundant al sistema nerviós central (SNC), als ganglis simpàtics i a la medul·la suprarenal. És el responsable de la hidroxilació del grup fenil de l'aminoàcid que, tal com sol passar amb els aminoàcids aromàtics, necessita de tetrahidrobiopterina (BH₄) per a tal procés, juntament amb oxigen. A més a més, representa l'etapa limitant de la reacció. Com a producte s'obté 3,4-dihidroxifenilalanina, també conegut com a DOPA, juntament amb aigua i dihidrobiopterina (BH₂). Cal notar que el grup fenil amb dos grups hidroxils correlatius es 	coneix com a catecol i es d'aquí d'on s'hereta el nom de catecolamines.

### Descarboxilació de la DOPA
Tal com succeeix en altres reaccions de descarboxilació d'aminoàcids, cal fosfat piridoxal (PLP) per dur-se a terme. El grup carboxil es perd i s'obté diòxid de carboni i dopamina. Les neurones dopaminèrgiques - les que empren la dopamina com a neurotransmissor primari - no sintetitzen els enzims necessaris per continuar amb la síntesi de la noradrenalina, per la qual cosa aturen el procés en aquest pas i obtenen el producte en qüestió.

### Hidroxilació de la dopamina
L'enzim dopamina β-hidroxilasa (DBH) és l'encarregat de catalitzar la reacció d'hidroxilació, present només en compartiments vesiculars de les cèl·lules secretores de noradrenalina. De forma anàloga a la hidroxilació de la tirosina, l'oxidasa necessita en aquest cas de vitamina C (àcid ascòrbic) com a donador d'electrons i també de coure (Cu+2) com a cofactor en la reacció. El producte resultant és la noradrenalina.

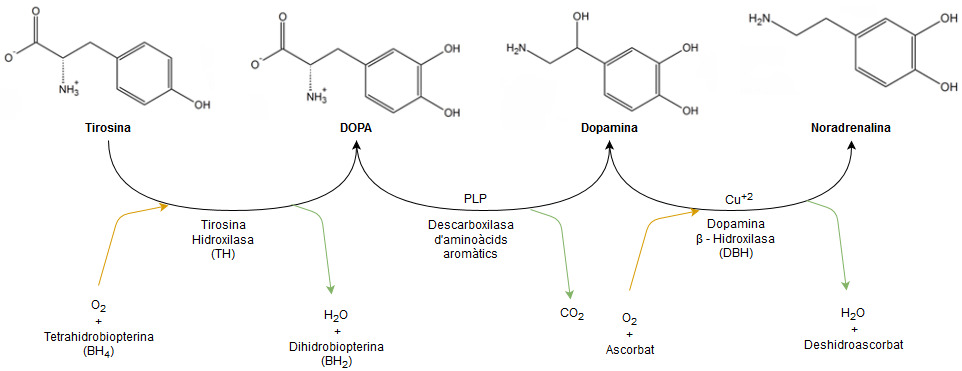
Diagrama biosíntesi de la noradrenalina

Un cop sintetitzada la noradrenalina, només cal un procés de N-metilació per a l'obtenció de l'adrenalina.

## Funció
La noradrenalina funciona, bàsicament, com a neurotransmissor i, com a tal, intervé en els processos de sinapsi i d'inhibició i excitació del sistema nerviós. De vegades, però, pot fer una funció d'hormona.
En un sentit general, la noradrenalina té una funció d'activació: produeix efectes d'estimulació i excitació tant en els òrgans diana, on actua directament, com sobre altres neurotransmissors (ampliant-se indirectament el seu abast). La noradrenalina regula comportaments com són l'estat d'alerta o la vigília. Altrament, en actuar sobre l'hipotàlem provoca l'alliberament de vasopressina, tenint així control sobre el sistema cardíac sent la precursora de l'hormona que provoca vasoconstricció augmentant la tensió; i tambe provoca la disminucio de peristaltisme intestinal, entre altres funcions (les quals estan mediades a través de receptors adrenergics).
La noradrenalina actua com una hormona quan es produeix una activació simpàtica de les glàndules del sistema limfàtic, ja que la medul·la adrenal secreta noradrenalina al torrent sanguini. Això implica que, mitjançant el transport per sang, aquesta guanya accés a una gran varietat de teixits i òrgans i actua sobre ells. Per tant, quan entra en contacte amb els teixits o òrgans diana modifica els seus estats, cosa que contribueix al moviment actiu de l'organisme.
Totes aquelles neurones del sistema nerviós que tenen com a principal neurotransmissor la noradrenalina són anomenades neurones noradrenèrgiques. Aquestes neurones estan agrupades en unes zones de l'organisme concretes, les quals s'anomenen zones noradrenèrgiques i, per tal de reconèixer la noradrenalina, tenen uns adrenoceptors concrets.

### Adrenoceptors
Actualment s'han trobat cinc tipus diferents de adrenoceptors que se subdivideixen en dos grups principals: els α-adrenoceptors i els β-adrenoceptors. Els dos α-adrenoceptors coneguts són el α1-adrenoceptor, el qual s'encarrega d'estimular cèl·lules, com les musculars; i el α₂-adrenoceptor, que s'encarrega d'inhibir la secreció de noreadrenalina. De β-adrenoceptors se'n coneixen tres: el β1, el β₂ i el β₃, els quals tenen, majoritàriament, una funció de d'estimulació de diversos teixits i cèl·lules.

### Funció com a neurotransmissor
Dins del cervell trobem dipòsits d'aquests adrenoceptors, els quals reben la noradrenalina del locus ceruli. Avui dia se sap que aquesta zona del cervell és la font fonamental de noradrenalina del còrtex i neocòrtex cerebrals. Per tant, es pot afirmar que existeix una correlació directa entre l'activitat neuronal del locus ceruli i la secreció de noradrenalina cortical. Al còrtex i neocòrtex es troba una gran concertació de adrenoceptors α1, cosa que indica que aquesta secreció de noradrenalina té un objectiu d'excitació i estimulació. Tot i això, també s'han trobat petites concentracions de α₂-adrenoceptors en aquesta zona del cervell, però distribuïts de forma molt selectiva. El locus ceruli també secreta noradrenalina cap al cervell basal anterior. S'ha vist que en aquesta part la secreció de noradrenalina produeix la inhibició de les neurones que promouen a dormir i, per tant, augmenten els signes de l'insomni.

## Anatomia
Les neurones que tenen com a principal neurotransmissor la noradrenalina consten de vesícules d'emmagatzematge d'adrenoreceptors i són anomenades neurones noradrenèrgiques. En podem distingir dues localitzacions principals: dins del sistema nerviós central i les perifèriques.
Les neurones noradrenèrgiques que formen part del SNC es troben completament dins d'aquest, més concretament al tronc de l'encèfal, formant grups amb localitzacions específiques repartides entre el bulb raquidi i la protuberancia o pont. Aquests grups fan referència a la localització dels somes. Els axons tenen àmplies prolongacions que s'estenen fent de lligams entre diferents parts del SNC conformant les vies, aconseguint així modular amplies zones del cervell.
K.Fuxe i A.Dahlstrom van definir set zones noradrenèrgiques (A1-A7) amb tecniques histoquímiques de fluorescència. La localització de les neurones noradrenèrgiques pot ser en un grup definit en una zona concreta, per exemple l'A1 o l'A6, o bé poden trobar-se d'una manera més dispersa formant una connexió que s'estén entre dues zones, com el grup A5 i l'A7. Cal destacar la rellevància, donada la seva localització, dels grups A1 i A6. El primer, a la part ventrolateral de la formació reticular, i el segon, dins el locus ceruli; dues parts molt importants del SNC per la funció de control que exerceixen.
Els centres noradrenèrgics i vies conformen els sistemes noradrenèrgics, entesos com els diferents camins que segueixen els neurotransmissors des d'un punt origen fins al seu destí, el punt diana on es produeix l'efecte de la noradrenalina. Es distingeixen dues vies d'acord amb les projeccions bilaterals dels axons: les vies ventral i dorsal. La via dorsal s'origina en el locus ceruli, té un accés més ampli i, en cert grau, és més rellevant atès que arriba fins al cerebel, el tàlem i l'escorça cerebral (entre d'altres). La via noradrenèrgica ventral procedeix de la resta de grups i es dirigeix a l'hipotàlem i bulb olfactori.
Les neurones noradrenèrgiques perifèriques es troben en ganglis de la cadena simpàtica paravertebral i ganglis peraortics. La medul·la adernal també allibera catecolamines al torrent sanguini després de l'activació del sistema limfàtic la qual pot ser desencadenada per senyals que procedeixen de la zona adrenèrgica A2. Per això podem afirmar que la noradrenalina pot actuar com a neurotransmissor i com a hormona.